# Zoco Al-Medina
El Zoco Al-Medina (en árabe: سوق المدينة‎) es un mercado cubierto situado en el corazón de la ciudad siria de Alepo. El zoco fue declarado Patrimonio de la Humanidad por la Unesco en 1986 dentro del conjunto de la Ciudad vieja de Alepo.
Ubicado en la parte antigua amurallada de la ciudad, con sus largos y estrechos callejones, el zoco al-Madina es el mayor mercado histórico cubierto en el mundo, con una longitud aproximada de 13 kilómetros.  Es un importante centro de comercio de artículos de lujo importados, como seda de Irán, especias y colorantes de la India y muchos otros productos. En Al-Medina también se encuentran productos locales, como la lana, productos agrícolas y jabón. La mayoría de los zocos albergados en Al-Medina se remontan al siglo XIV y portan el nombre de diversas profesiones y oficios, como el zoco de la lana, el zoco del cobre y así sucesivamente. Aparte de su función comercial, el zoco albergaba también a los comerciantes y sus mercancías en caravasares (Khan), caracterizados por sus hermosas fachadas y entradas con puertas fortificadas de madera. Otros tipos de pequeñas plazas de mercado más pequeñas, las caeserías (قيساريات), funcionaban como talleres para artesanos. 
Muchas zonas del zoco y otros edificios medievales de la ciudad vieja fueron destruidos o quemados debido a un incendio provocado el 29 de septiembre de 2012 como resultado de la batalla de Alepo.

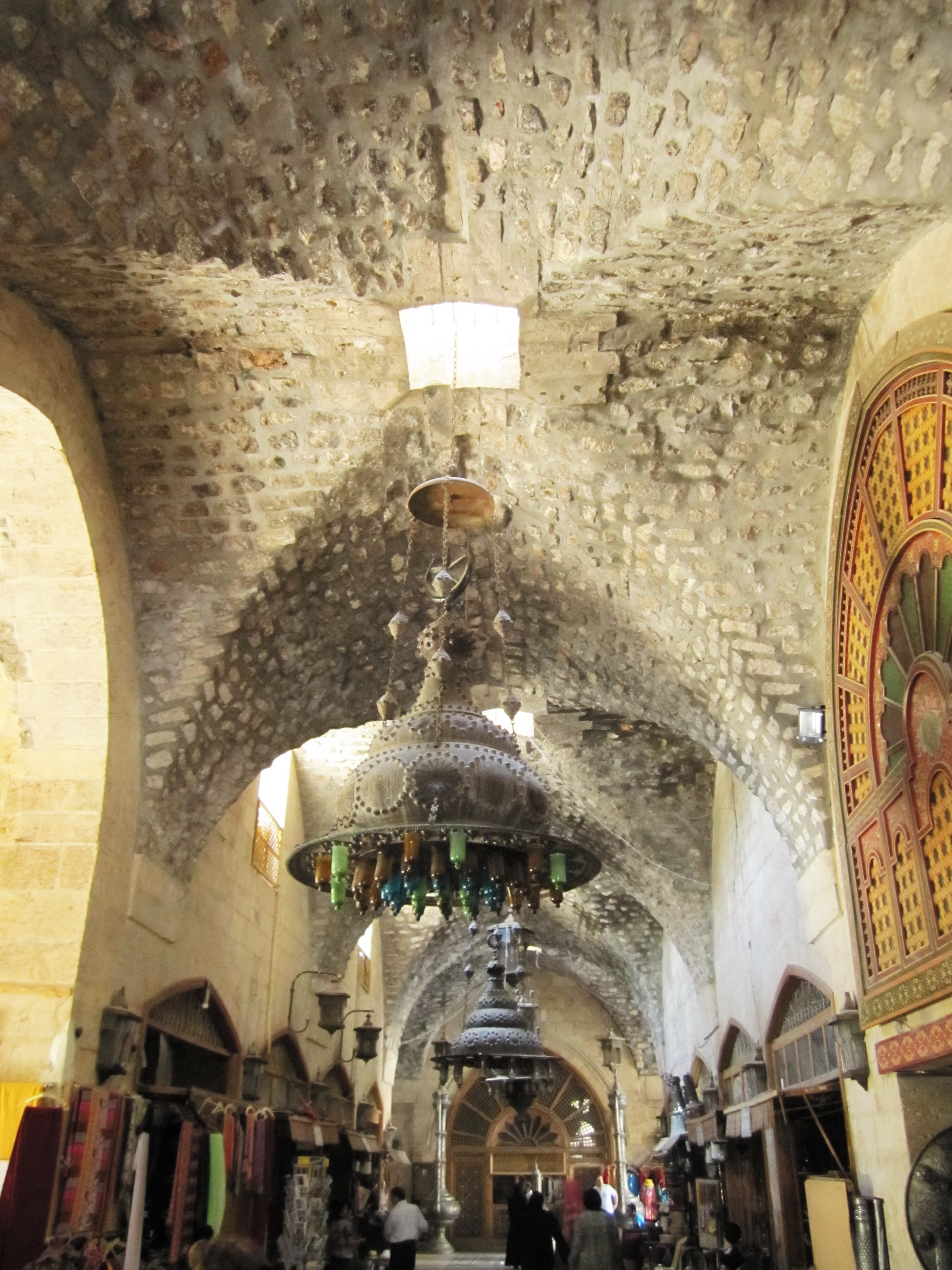
Caravasar al-Shouneh

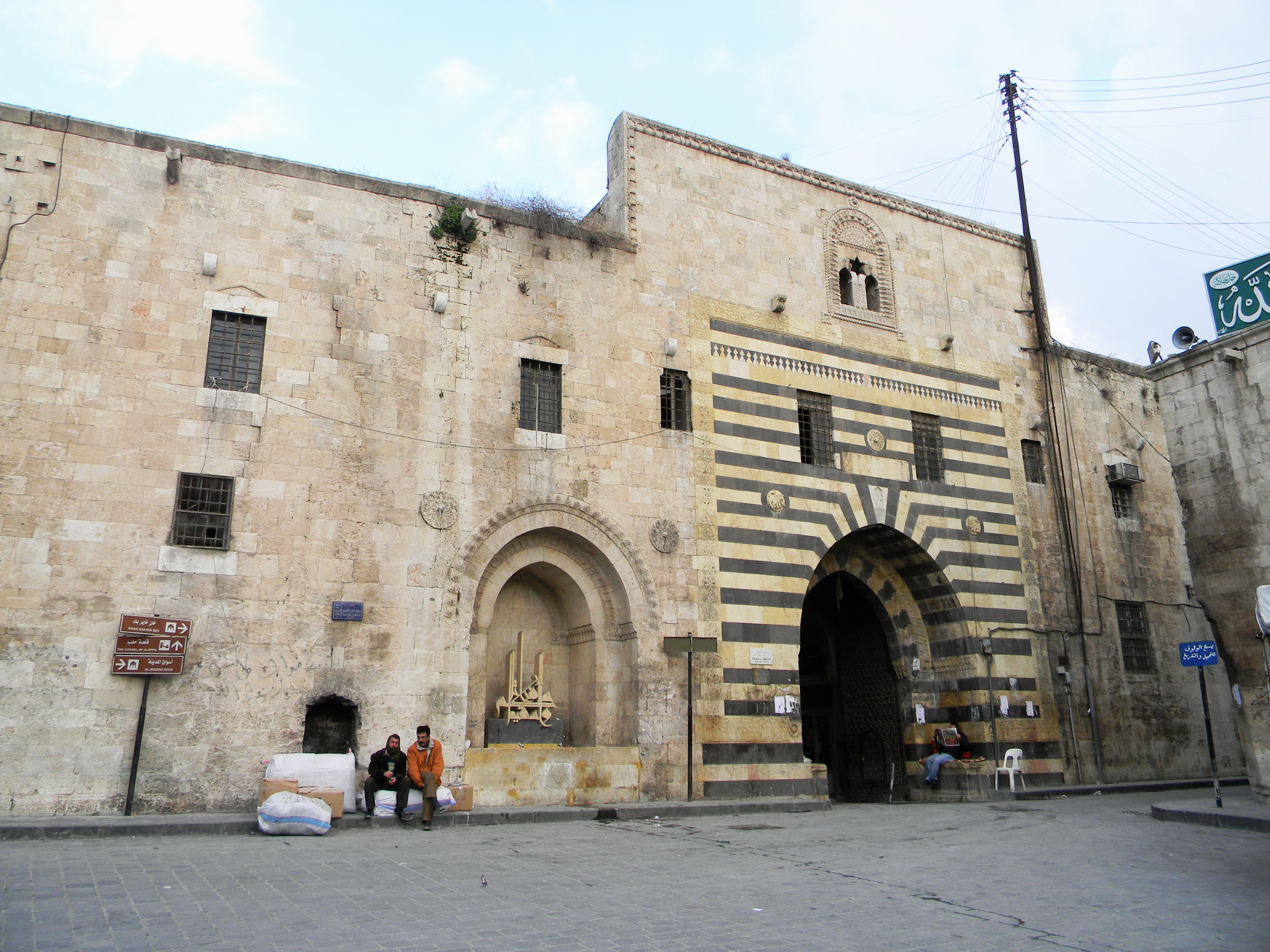
Caravasar al-Wazir

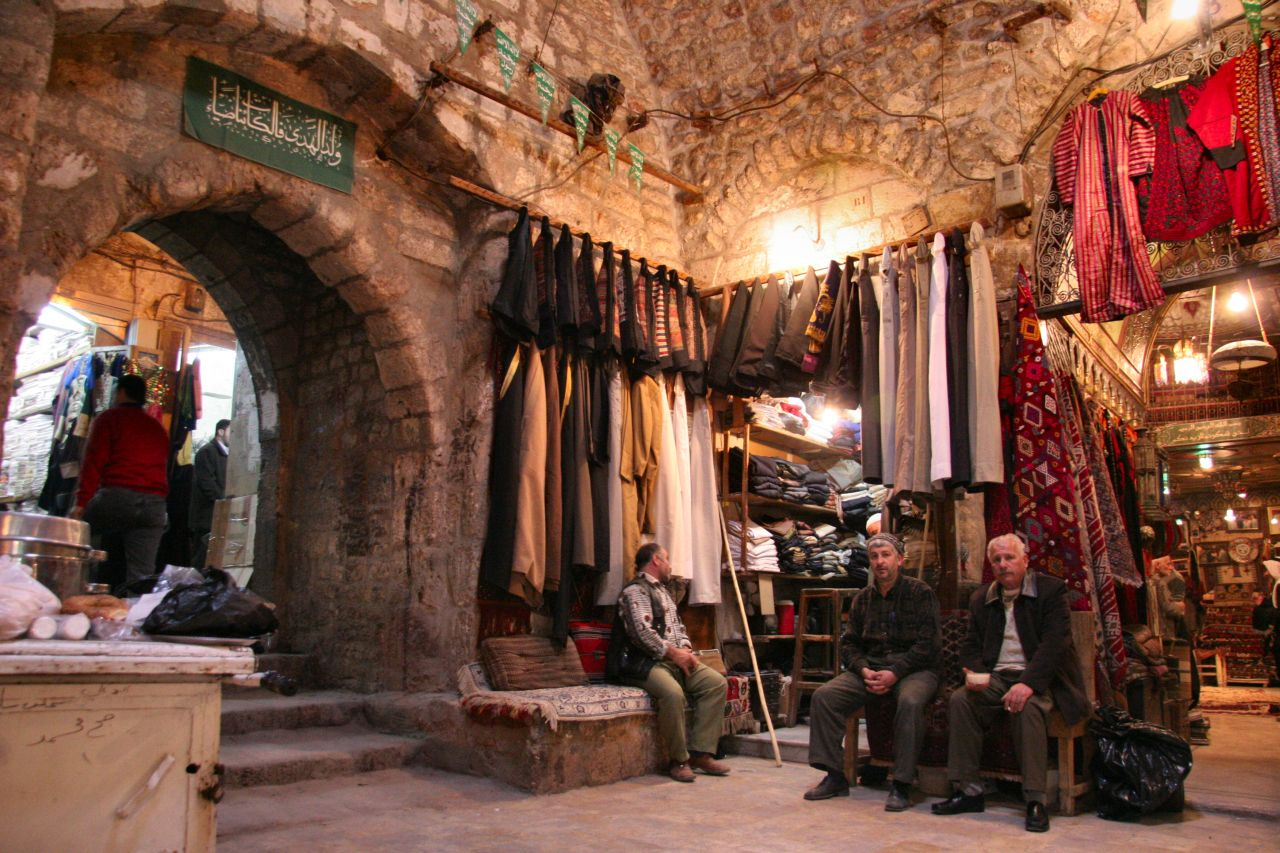
Zoco al-Hiraj

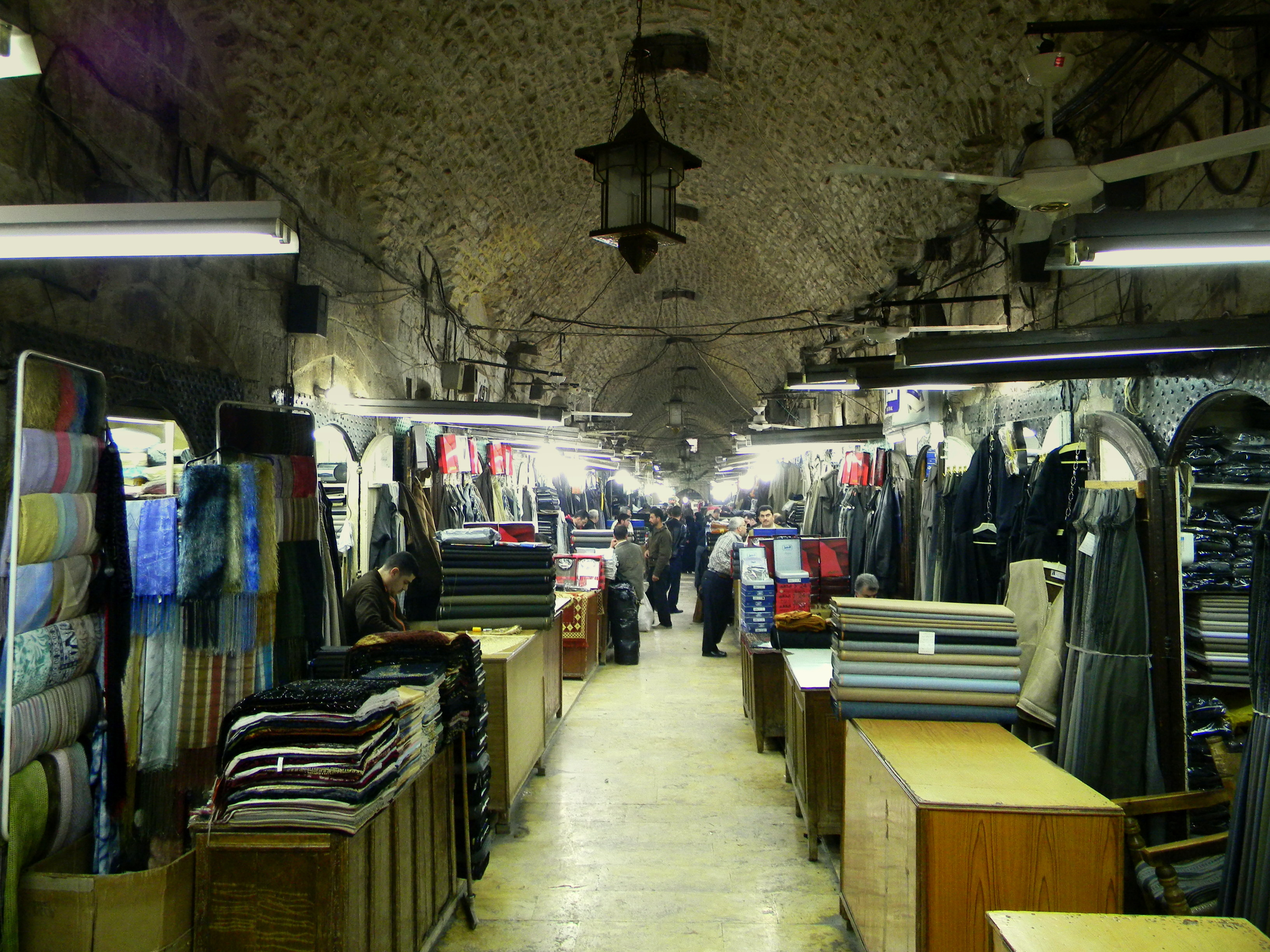
Zoco al-Dira'

## Zocos y caravasares
La posición comercial estratégica de la ciudad atrajo a colonos de todas las razas y creencias, que desean aprovechar las vías comerciales que convergían en Alepo desde lugares tan lejanos como China y Mesopotamia al este, Europa al oeste, y el Creciente Fértil y Egipto al sur.
Los zocos y caravasares (Khanes) más importantes en los que está dividido el Zoco al-Medina son:
- Khan al-Qadi , uno de los más antiguos caravasares de Alepo, del año 1450.
- Khan al-Burghul  (o bulgur), construido en 1472, fue sede del Consulado general británico de Alepo hasta principios del siglo XX.
- Zoco al-Saboun  o del jabón, construido a principios del siglo XVI. Es uno de los principales centros de producción de jabón de Alepo.
- Zoco caravasar al-Nahhaseen, construido en 1539. Fue sede del Consulado general de Bélgica.
- Khan al-Shouneh , construido en 1546. Funciona como mercado de oficios y artesanías tradicionales del arte de Alepo.
- Zoco caravasar al-Jumrok , un centro de comercio textil, construido en 1574. Está considerado como el caravasar más grande de la antigua Alepo.
- Zoco al-Wazir Khan, construido en 1682,  es el zoco principal de productos derivados del algodón en Alepo.
- Zoco al-Farrayin  o mercado de la piel, es la entrada principal al zoco por el sur.
- Zoco al-Hiraj, que tradicionalmente era el principal mercado de leña y carbón.
- Zoco al-Dira, un gran centro de sastrería y uno de los callejones más organizados en el zoco con sus 59 talleres.
- Zoco al-Attareen  o mercado de las hierbas. Tradicionalmente, era el mercado principal de especias.
- Zoco az-Zirb , originalmente conocido como Souq ad-Dharb, es la entrada principal al zoco por el este.
- Zoco al-Behramiyeh, que se encuentra cerca de la mezquita Behramiyeh con tiendas de productos alimenticios.
- Zoco Marcopoli, nombre que proviene de la familia de Marcopoli, los cónsules italianos hereditarios en Alepo.
- Zoco al-Atiq  o el antiguo zoco, especializada en el comercio de cuero.
- Zoco as-Siyyagh  o mercado de la joyería, es el principal centro de joyería en Siria.
- 'Khan' 'Los venecianos' ', fue sede del consulado de Venecia y albergue de los comerciantes venecianos.
- Zoco un-Niswan  o mercado de las mujeres, de accesorios necesarios para bodas.
- Zoco Arslan Dada, es una de las principales entradas a la ciudad amurallada desde el norte.
- Zoco al-Haddadin, es una de las entradas del norte a la ciudad vieja.
- Zoco caravasar al-Harir o de la seda, es otra entrada de la ciudad vieja desde el norte. Construido en la segunda mitad del siglo XVI. Fue sede del consulado iraní hasta 1919.
- Suweiqa  (pequeño zoco en árabe), formado por la Sweiqat Ali y la Suweiqat Hatem, ubicadas en el barrio de al-Farafira.